# BMW S1000 RR
BMW S1000 RR – niemiecki motocykl sportowy produkowany przez firmę BMW od 2009 roku.

## Dane techniczne/Osiągi
Silnik: R4
Pojemność silnika: 999 cm³
Moc maksymalna: 199 KM/13500 obr./min
Maksymalny moment obrotowy: 113 Nm/10500 obr./min
Prędkość maksymalna: 305 km/h (190 mph)
Przyspieszenie 0–100 km/h: 2,7 s / 43 m